# Coppa Svizzera 2024-2025 (pallacanestro)
La Coppa Svizzera di pallacanestro maschile 2024-2025, denominata Patrick Baumann Swiss Cup 2024-2025, è il torneo nazionale ad eliminazione diretta delle società iscritte alla Federazione Svizzera.

## Trentaduesimi di finale
Dal 22 settembre al 9 ottobre 2024
| Squadra 1           | Risultato | Squadra 2            |
| ------------------- | --------- | -------------------- |
| Versoix             | 51-86     | Bernex Basket        |
| Bern Giants         | 59-105    | Allschwil            |
| CNBS                | 110-51    | Chêne Basket         |
| BBC Collombey-Muraz | 84-70     | Blonay Basket        |
| Sarine Basket       | 82-52     | Collonge Basket      |
| Momò Basket         | 49-73     | DDV Wild Ducks       |
| SAV Vacallo         | 66-73     | Boncourt             |
| Martigny Basket     | 67-74     | Veyrier-Salève       |
| Baden Basket 54     | 40-93     | Goldc. Wallabies     |
| LUC Basketball      | 67-71     | Union Lavaux Riviera |
| Arlesheim           | 72-89     | Winterthur           |
| Swiss Central       | 102-42    | BC Divac             |
| Echallens           | 59-92     | Renens Basket        |
| Opfikon Basket      | 55-74     | BC Alte Kanti Aarau  |
| Epalinges           | 49-100    | Meyrin Basket        |
| USY Bisons          | 71-62     | Hérens Sion          |
| Frauenfeld          | 74-72     | Rapid Bienne         |
| Vevey Riviera       | 79-41     | ES Vernier           |

## Sedicesimi di finale
Dal 15 al 30 ottobre 2024
| Squadra 1           | Risultato | Squadra 2            |
| ------------------- | --------- | -------------------- |
| GC Zurich Wildcats  | 63-68     | Bären Kleinbasel     |
| DDV Wild Ducks      | 52-77     | Lugano Tigers        |
| Bernex Basket       | 56-74     | Neuchâtel            |
| Meyrin Basket       | 85-103    | BBC Monthey          |
| Goldc. Wallabies    | 60-95     | BBC Nyon             |
| Morges-Saint-Prex   | 57-135    | P. Lausanne Foxes    |
| USY Bisons          | 78-93     | Villars Basket       |
| Renens Basket       | 64-89     | Veyrier-Salève       |
| Sarine Basket       | 63-72     | Union Lavaux Riviera |
| Swiss Central       | 60-81     | Starwings            |
| Frauenfeld          | 47-83     | Boncourt             |
| Allschwil           | 72-60     | Winterthur           |
| BC Alte Kanti Aarau | 67-124    | SAM Massagno         |
| BBC Collombey-Muraz | 60-77     | Vevey Riviera        |
| CNBS                | 51-108    | Lions de Genève      |

## Ottavi di finale
Dal 4 al 18 novembre 2024
| Squadra 1        | Risultato | Squadra 2            |
| ---------------- | --------- | -------------------- |
| Allschwil        | 45-129    | P. Lausanne Foxes    |
| Starwings        | 63-74     | SAM Massagno         |
| BBC Nyon         | 78-85     | Neuchâtel            |
| Bären Kleinbasel | 95-84     | Union Lavaux Riviera |
| Boncourt         | 54-100    | Lugano Tigers        |
| Veyrier-Salève   | 51-101    | BBC Monthey          |
| Fribourg Olympic | 88-91     | Lions de Genève      |
| Vevey Riviera    | 87-92     | Villars Basket       |

## Quarti di finale
11 gennaio 2025
| Squadra 1      | Risultato | Squadra 2         |
| -------------- | --------- | ----------------- |
| Villars Basket | 78-82     | Bären Kleinbasel  |
| SAM Massagno   | 65-57     | P. Lausanne Foxes |
| BBC Monthey    | 86-87     | Lions de Genève   |
| Neuchâtel      | 105-65    | Lugano Tigers     |

## Semifinali
8 marzo 2025
| Squadra 1       | Risultato | Squadra 2        |
| --------------- | --------- | ---------------- |
| Neuchâtel       | 82-75     | SAM Massagno     |
| Lions de Genève | 141-52    | Bären Kleinbasel |

## Finale
5 aprile 2025
| Squadra 1 | Risultato | Squadra 2       |
| --------- | --------- | --------------- |
| Neuchâtel | 65-72     | Lions de Genève |